# Fuchserde
Fuchserde ist eine Bezeichnung für eine rötliche oder rötlich-braune Bodenart, welche lokal im norddeutschen Tiefland, in den Niederlanden, Dänemark und Polen auftritt. Die Bezeichnung basiert auf der markant roten Farbe des Unterbodens. Die Fuchserde ähnelt im Substrataufbau der Braunerde.

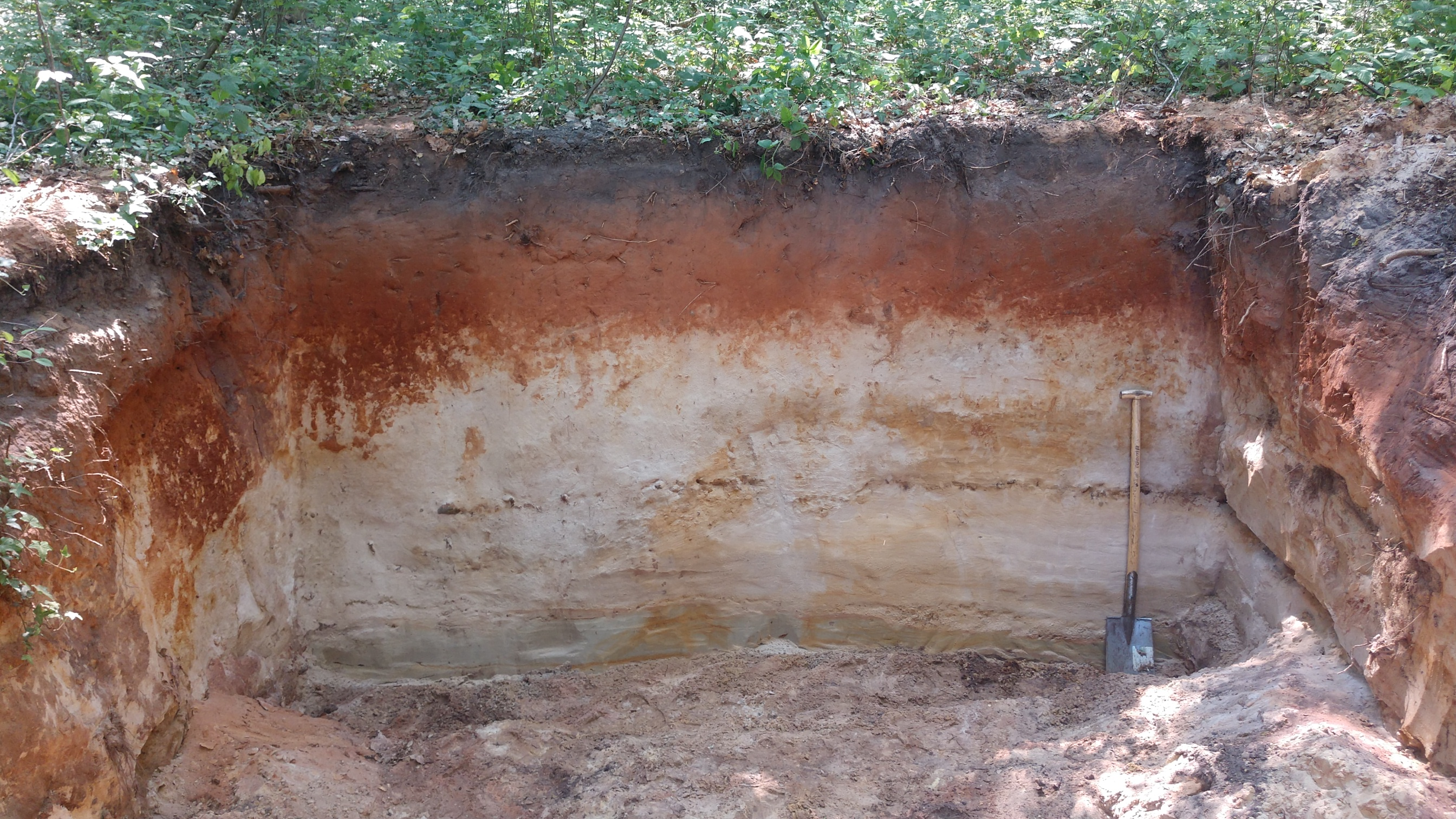
Fuchserde unter Wald, nahe dem Steinhuder Meer in Niedersachsen

Der Entstehungszeitraum der Fuchserde kann auf die Zeit nach dem letzten glazialen Maximum eingeschränkt werden und erfolgte möglicherweise erst im Holozän. Die Entstehung der Fuchserden selbst ist demgegenüber bisher nicht umfassend geklärt. Da ein hoher Anteil an pedogenen Eisenoxiden (z. B. Hämatit) enthalten ist, welches im Übrigen für die rote Färbung verantwortlich ist, wurde u. a. eine Genese ähnlich der der Terra Rossa vermutet. Neuere Forschungen deuten darauf hin, dass der Vorgang der Rubefizierung durch Transportvorgänge aus fremder Umgebung (d. h. allochthon) erfolgt.
Neben Fuchserde und Fuchssande finden sich (je nach Region) auch die Bezeichnungen Branderde, Eisenfuchs, Fuchsdiele, Ahl, Ur, Bluterde, u. a. m. Wegen ihrer Unfruchtbarkeit galt die Fuchserde in der Landwirtschaft als schädlich, gar verhasst.

## Sonstiges
Fuchserde ist der Titel eines Romans von Thomas Sautner. Fuchserde ist außerdem eine Straße und Haltestelle in Aachen-Beverau.